# Schürmühle

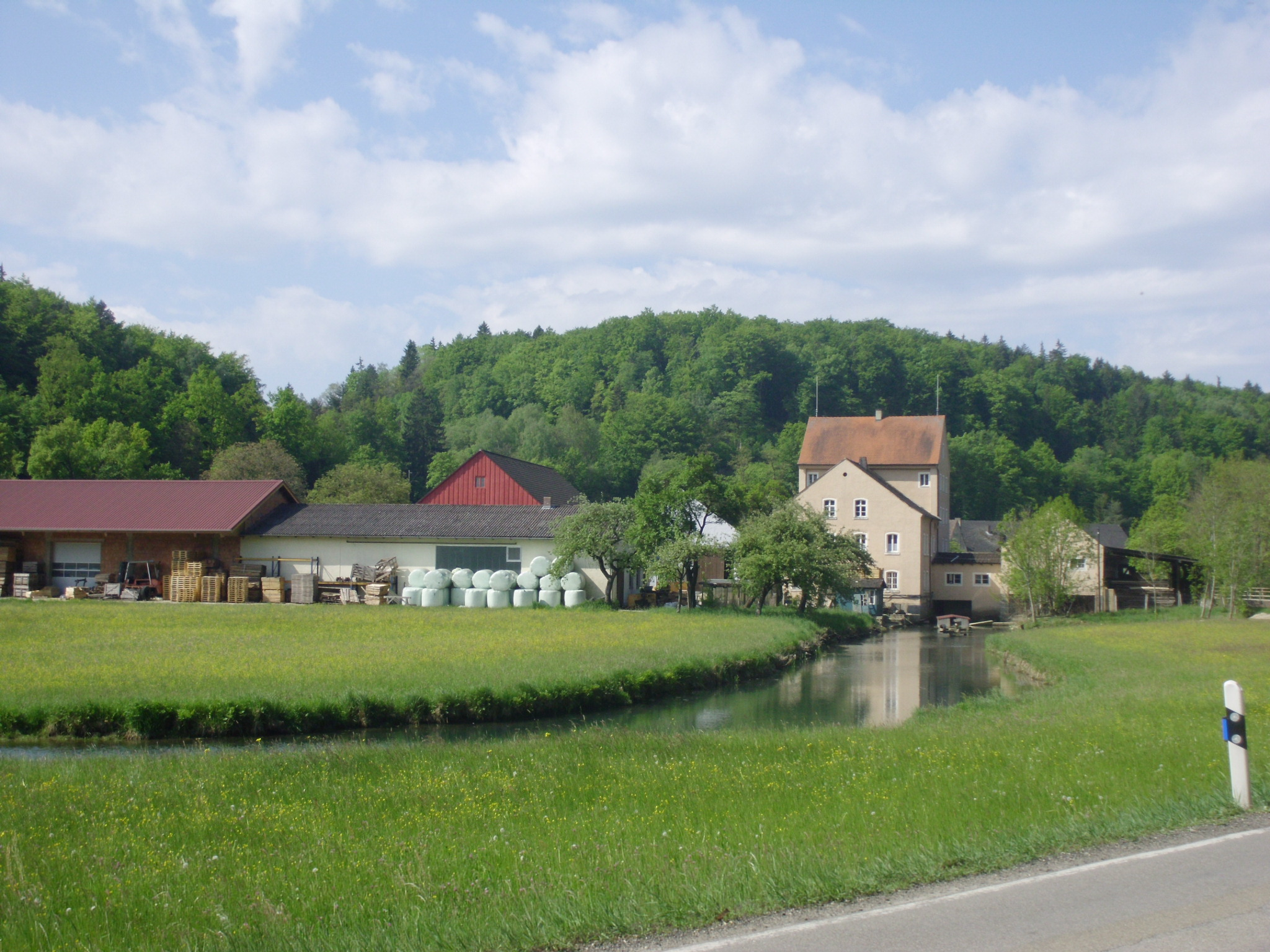
Das Mühlenanwesen

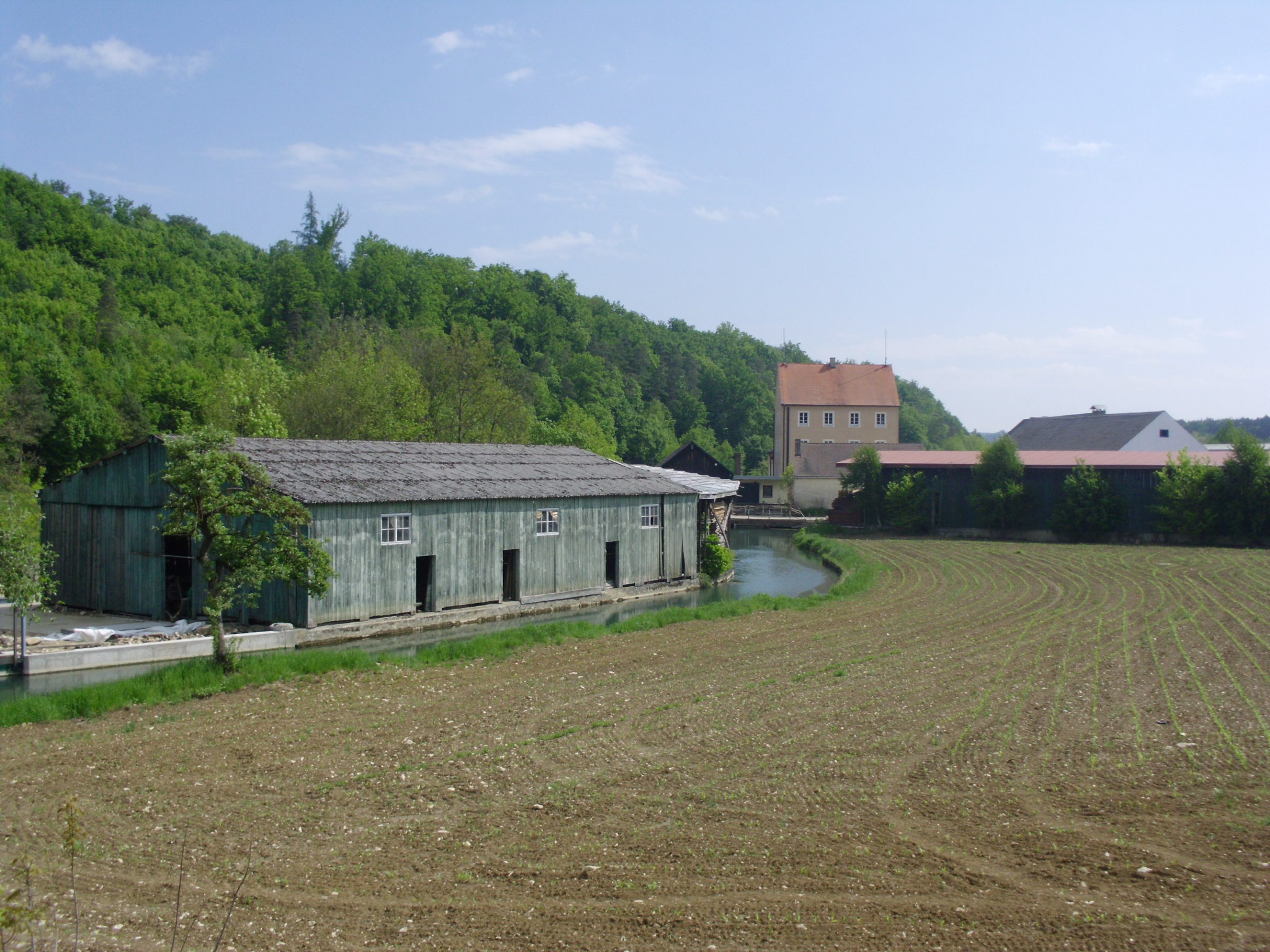
Sägewerk

Schürmühle ist ein Gemeindeteil der Stadt Treuchtlingen im Landkreis Weißenburg-Gunzenhausen (Mittelfranken, Bayern). Schürmühle liegt in der Gemarkung Haag bei Treuchtlingen.

## Lage
Die Einöde liegt auf 417 m ü. NHN zwischen der Mattenmühle und der Dickmühle im Tal des der Altmühl von rechts zufließenden Möhrenbachs. Der etwa zwei Kilometer südlich von Treuchtlingen entfernte Ort liegt im Hahnenkamm in der Südlichen Frankenalb. Von der durch das Tal führenden Staatsstraße 2217 zweigt eine Verbindungsstraße zum Mühlenanwesen ab. Westlich der Mühle führt die von der Staatsstraße 2217 abzweigende Gemeindeverbindungsstraße nach Rehlingen, wo sie wieder in die Staatsstraße 2217 einmündet. Südlich der Mühle verläuft die Bahnstrecke Treuchtlingen–Nürnberg durch das Tal.

## Ortsnamendeutung
Die Mühle ist benannt nach einem Besitzer namens Schirer, so belegt ab 1596.

## Geschichte
Die Mühle ist als „Hörlinsmul“ an der „Mern“ erstmals 1281 urkundlich erwähnt, als Graf Friedrich von Truhendingen die Mühle gegen Tausch dem Kloster Fulda für das Kloster Solnhofen gab. Bis 1363 hatte Ludwig Graf von Oettingen die „Hörnleins-Mul“ von Wirich von Treuchtlingen zu Lehen. Nach der Besitznahme durch das Fürstentum Ansbach erhielt das Adelsgeschlecht Seckendorff die Mühle zu Lehen; 1447 verkaufte die nunmehrige Albrechtsmühle Hans von Seckendorff zu Jochberg an Heinrich von Pappenheim. Aus dem pappenheimerischen Besitz ging das Lehen 1516 durch Verkauf an den Deutschen Orden in Ellingen über. 1596 saß auf der „früher Albrechtsmül genannten“ Mühle Georg Schirer/Schürer, der an die pappenheimerische Linie in Treuchtlingen zinste und zu gleicher Zeit die Nähermühl (heute Schmarrmühle) betrieb. 1667 erscheint eine ganze Reihe von teils ehemaligen Namen für die Mühle: Schür-, Albrechts-, Engelhartszmull und Chezenmüll; sie schuldet nunmehr dem Augustinerstift Rebdorf Zins, nämlich den Zehnt und untersteht dem markgräflichen Verwalteramt Treuchtlingen. 1732 gehört der Untertan auf der „Schürrmühle“ mit der Vogtei nach Treuchtlingen, mit der Fraisch nach Pappenheim und mit dem Zehnt zum Stift Rebdorf.
Mit dem ehemaligen ansbachischen Fürstentum, seit 1791/92 preußisch, kam die Mühle 1805/06 an das Königreich Bayern und dort 1808 mit Haag zum Steuerdistrikt Rehlingen im Landgericht Heidenheim. 1810 wurde die Schürmühle der Munizipalgemeinde Treuchtlingen, 1857 der Gemeinde Haag zugeschlagen, die gleichzeitig mit dem Markt Treuchtlingen dem Landgericht Pappenheim und dem Rentamt Weißenburg zugeordnet wurde; 1862 wurde das Bezirksamt Weißenburg gebildet, das 1939 zum Landkreis umgestaltet wurde. Im Zuge der Gebietsreform in Bayern wurde die Gemeinde Haag „bei Treuchtlingen“ (Namenszusatz seit 1927) am 1. Januar 1972 nach Treuchtlingen eingemeindet. Ein kleinerer Teil dieser Gemeinde kam zu Langenaltheim.
Seit 1910 ist die Familie Schmidt im Besitz der Mühle. 1988 wurde die Getreidemühle aufgegeben, während ein Sägewerk noch heute existiert.

### Einwohnerzahlen
- 1818: 08 Einwohner, 1 Familie[11]
- 1824: 06 Einwohner, 1 Anwesen[12]
- 1861: 07 Einwohner, 1 Gebäude[13]
- 1950: 12 Einwohner, 1 Anwesen[14]
- 1961: 10 Einwohner, 1 Wohngebäude[15]
- 1987: 06 Einwohner[1]